# 历史的轨迹：中国共产党为什么能
《历史的轨迹：中国共产党为什么能》（英語：Why and How the CPC Works in China & China!）由中共中央党校著名学者和教授谢春涛主编的一本纪实文学作品，该书是研究中国共产党执政历史的重要书籍，已经翻译了12种语言，14个版本在全球发售，曾参与第63届法兰克福国际书展和2012年伦敦国际书展。

## 内容
该书共分为13个章节，起点为中华人民共和国建立一直到和谐世界概念的提出和应用，囊括了中华人民共和国六十年的历史大事件。

## 版本
2011年10月12日，该书参加德国第63届法兰克福国际书展，英文版由英国新经典出版社发行，也是英文版首次发布。
2012年4月12日，该书参加了2012年度伦敦国际书展，在书展上推出了12个语种，14个版本，包括英文、德文、土耳其文、韩文、日文、俄文、西班牙文等。

## 社会影响
该书籍被列为中国大陆执政官员必读书目之一。

## 相关作品
姊妹篇：《历史的见证：中国共产党如何治理国家》